# 위대한 가이드
《위대한 가이드》는 MBC 에브리원에서 2023년 10월 16일부터 2024년 6월 24일까지 방영되었던 예능 프로그램이다.

## 방송
| 회차 | 방송 날짜        | 여행지   | 가이드     | 고객                           | 비고 |
| ---- | ---------------- | -------- | ---------- | ------------------------------ | ---- |
| 1회  | 2023년 10월 16일 | 이탈리아 | 알베르토   | 고규필, 윤두준, 조현아, 김대호 |      |
| 2회  | 2023년 10월 23일 | 이탈리아 | 알베르토   | 고규필, 윤두준, 조현아, 김대호 |      |
| 3회  | 2023년 10월 30일 | 이탈리아 | 알베르토   | 고규필, 윤두준, 조현아, 김대호 |      |
| 4회  | 2023년 11월 6일  | 이탈리아 | 알베르토   | 고규필, 윤두준, 조현아, 김대호 |      |
| 5회  | 2023년 11월 13일 | 이집트   | 새미       | 고규필,윤두준, 신현준, 손동표  |      |
| 6회  | 2023년 11월 20일 | 이집트   | 새미       | 고규필,윤두준, 신현준, 손동표  |      |
| 7회  | 2023년 11월 27일 | 이집트   | 새미       | 고규필,윤두준, 신현준, 손동표  |      |
| 8회  | 2023년 12월 4일  | 이집트   | 새미, 자나 | 고규필,윤두준, 신현준, 손동표  |      |
| 9회  | 2024년 3월 18일  | 영국     | 피터       | 고규필, 신현준, 효정, 이시우   |      |
| 10회 | 2024년 3월 25일  | 영국     | 피터       | 고규필, 신현준, 효정, 이시우   |      |
| 11회 | 2024년 4월 1일   | 영국     | 피터       | 고규필, 신현준, 효정, 이시우   |      |
| 12회 | 2024년 4월 8일   | 영국     | 피터       | 고규필, 신현준, 효정, 이시우   |      |
| 13회 | 2024년 4월 15일  | 영국     | 피터       | 고규필, 신현준, 효정, 이시우   |      |
| 14회 | 2024년 4월 22일  | 멕시코   | 크리스티안 | 고규필, 신현준, 이시우, 채코제 |      |
| 15회 | 2024년 4월 29일  | 멕시코   | 크리스티안 | 고규필, 신현준, 이시우, 채코제 |      |
| 16회 | 2024년 5월 6일   | 멕시코   | 크리스티안 | 고규필, 신현준, 이시우, 채코제 |      |
| 17회 | 2024년 5월 13일  | 멕시코   | 크리스티안 | 고규필, 신현준, 이시우, 채코제 |      |
| 18회 | 2024년 5월 20일  | 멕시코   | 크리스티안 | 고규필, 신현준, 이시우, 채코제 |      |
| 19회 | 2024년 5월 27일  | 인도     | 럭키       | 신현준, 박명수, 채코제, 미미,  |      |
| 20회 | 2024년 6월 3일   | 인도     | 럭키       | 신현준, 박명수, 채코제, 미미,  |      |
| 21회 | 2024년 6월 10일  | 인도     | 럭키       | 신현준, 박명수, 채코제, 미미,  |      |
| 22회 | 2024년 6월 17일  | 인도     | 럭키       | 신현준, 박명수, 채코제, 미미,  |      |
| 23회 | 2024년 6월 24일  | 인도     | 럭키       | 신현준, 박명수, 채코제, 미미,  |      |